# Adrian Gurvitz
Adrian Curtis Gurvitz (/ ɡ ɜːr v ɪ t s /), né le 26 juin 1949 à Stoke Newington, au nord de Londres, est un  chanteur, auteur-compositeur, musicien et producteur de disques britannique.

## Biographie
Son talent, prolifique, lui a valu plusieurs succès, notamment Classic sorti en 1982 qui a atteint la 8e place au UK Singles Chart. Il a également coécrit le titre Even If My Heart Would Break de la bande originale du film The Bodyguard récompensée par un Grammy Award.
Gurvitz a également acquis une notoriété en tant que guitariste, connu pour ses solos complexes et durs. Il a été classé 9e par Chris Welch de Melody Maker sur la liste des « Meilleur guitariste du monde ».
Ses premiers groupes, The Gun, Three Man Army et The Baker Gurvitz Army eurent une influence majeure pour la première vague du hard rock britannique. 